# Paula Crespí
Pour les articles homonymes, voir Crespi.
Paula Crespí Barriga est une joueuse espagnole de water-polo née le 7 avril 1998 à L'Hospitalet de Llobregat, en Catalogne. Elle a remporté avec l'équipe d'Espagne la médaille d'or du tournoi féminin aux Jeux olympiques d'été de 2024, organisés à Paris.